# 地域自治区
地域自治区（ちいきじちく）は、日本において、市町村が、市町村長の権限に属する事務を分掌させ、及び地域の住民の意見を反映させつつこれを処理させるため、条例で、その区域を分けて定める区域ごとに設けることができる内部組織。地方自治法第202条の4以下で規定されるものと市町村の合併の特例等に関する法律第23条以下で規定されるものの2種類がある。2005年度に創設された。

## 地方自治法
※以下、この節の条数は、全て地方自治法のもの。
- 地方自治法による地域自治区は、市町村長の権限に属する事務を分掌させ、及び地域の住民の意見を反映させつつこれを処理させるため、条例により設置され（第202条の4第1項）、その市町村の全ての区域に設置しなければならず、一部の区域のみに置くことはできない（ただし、総務省は、同時に全ての区域に設置せず、段階的に設置することは可能という見解を示している）。
- 特別区や合併特例区とは異なり、法人格は有せず、あくまでも市町村の内部組織であり、恒久的なものとされ、設置期間の定めはない。
- 地域自治区には事務所が置かれ、事務所の位置・名称・所管区域は条例により、事務所の長は、市町村長の補助機関である職員（その市町村の長部局の職員）が命じられる（第202条の4第3項）、市町村長は、事務所の長に事務の一部を委任することができる（第202条の4）。

### 地域協議会
- 地域自治区には地域協議会を置くこととされ、地域協議会の構成員は、市町村長によって、地域自治区の区域内から選任される（第202条の5）。
- 地域協議会の構成員には報酬を支給しないこととすることができる（第202条の5第5項）。
- 地域協議会は、次の事項につき、市町村長その他の市町村の機関からの諮問を受け、又は自ら審議して意見を述べる（第202条の7）。
  - 地域自治区の事務所が所掌する事務に関する事項
  - 市町村が処理する地域自治区の区域に係る事務に関する事項
  - 市町村の事務処理に当たっての地域自治区の区域内に住所を有する者との連携の強化に関する事項
- 市町村長は、市町村の施策に関する重要事項であって地域自治区の区域に係るもののうち、条例で定めるものを決定し、又は変更しようとする場合には、あらかじめ、地域協議会の意見を聴かなければならない（第202条の7第2項）。

### 指定都市の区又は総合区との併存
- 指定都市は、地域自治区を設けるときは、その区域は、区の区域を分けて定めなければならない。(第252条の20第9項)
- 区に区地域協議会を置く指定都市は、第二百二条の四第一項の規定にかかわらず、その一部の区の区域に地域自治区を設けることができる。(第252条の20第10項)
- 前条第七項から第十項までの規定は、総合区について準用する。（第252条の20の2第13項）

## 合併による地域自治区の特例
市町村の合併の特例等に関する法律（以下、「合併特例法」）によるものは、合併特例区と同様、市町村が消滅することに対する住民の感情面への配慮や合併後の市町村において地方自治が住民から離れてしまうことに対する救済措置の意味合いが強い。
地方自治法によるものとの差異は次の通り。
※以下、この節の条数は、全て合併特例法のもの。
- 設置は、合併前に、関係市町村の議会の議決を経た協議により決定される。
- 自治区の区域は、合併前の市町村の区域による。2以上の旧市町村の区域を1の自治区の区域とすることはできるが、旧市町村の区域と異なった区域割りはできない（合併特例法によらず、地方自治法による自治区を設置するのであれば可能）。
- 関係市町村の協議により存続期間を定めるが、限度はない（以上、第23条）。
- 自治区内の「事務を効果的に処理するため特に必要があると認めるとき」は、合併前に、関係市町村の議会の議決を経た協議により、期間を限定して、事務所の長に代えて特別職である区長を置くことができる。
  - 区長は、地域の行政運営に関し優れた識見を有する者のうちから、合併後の市町村長が選任する。
  - 任期は2年以内で関係市町村が協議で定めた期間。その市町村の住民である必要はない。市町村の常勤職員と兼任することはできない。
  - 区長は、合併市町村の円滑な運営と均衡ある発展に資するよう、合併市町村の長その他の機関及び合併に係る地域自治区の区域内の公共的団体等との緊密な連携を図りつつ、担任する事務を処理する。市町村長の定めるところにより、上司の指揮を受け、その事務を掌理し部下の職員を指揮監督する（以上、第24条）。

## 住所の表記
市町村合併により設置された地域自治区の区域内では、住所の表記において、地域自治区名をつける。〜区、〜町、〜村など。設置期間終了後、引き続き、旧市町村の区域を単位として地方自治法による地域自治区が設置される場合も同様（合併特例法第25条）。